# Randy Shilts
Randy Shilts (Davenport, 8 de Agosto de 1951 — Guerneville, 17 de Fevereiro de 1994) foi um jornalista e escritor estadunidense, abertamente gay. Ele trabalhou como repórter para os jornais The Advocate e o San Francisco Chronicle, bem como para estações de televisão da San Francisco Bay Area.